# Протичка
Протичка — хутор в Красноармейском районе Краснодарского края.
Административный центр Протичкинского сельского поселения.

## География

### Улицы
| - пер. Майский, - ул. 40 лет Победы, - ул. Веселая, - ул. Горького, - ул. Дружбы, - ул. Казачья, - ул. Карачева, - ул. Красная, - ул. Красноармейская, | - ул. Майская, - ул. Маяковского, - ул. Мира, - ул. Молодёжная, - ул. Октябрьская, - ул. Пролетарская, - ул. Пушкина, - ул. Рабочая, - ул. Раздольная, | - ул. Речная, - ул. Смолкина, - ул. Солнечная, - ул. Степная, - ул. Тихая, - ул. Тургенева, - ул. Школьная, - ул. Южная. |

## История
История возникновения хутора уходит своими корнями ко второй половине 19 века. Происхождение хутора Протички связано с историей расселения казаков станицы Полтавской на запад к реке Протока.
Само название «Протичка» происходит от искусственного канала, который, используя низкий рельеф, построили местные жители для отвода паводковых и грунтовых вод от населенных пунктов.
Между каналом, который позже назвали Протичка, и рекой Протока существовали хутора, разместившиеся на высоких местах вдоль реки. Это хутора Высоцкого, Бесчастного, Букачей, Красная Лоза, Завгороднего, Мягкого, Ткаченко, Казачий Ерик.
Хутора с садами, виноградниками и полями, которые находились на месте современной Протички, принадлежали казакам из Полтавской.
В 1933 году на территории этих хуторов образовано два колхоза — «Имени Кагановича» и «Имени Фрунзе». В 1950 году колхозы объединились в один колхоз — «Имени Фрунзе», который в апреле 1964 года был преобразован в рисосовхоз «Полтавский», а в 1991 году рисосовхоз «Полтавский» преобразован в рисоводческое сельскохозяйственное предприятие «Полтавское». На базе этого предприятия в настоящее время работают несколько сельхозпредприятий: ООО «Зерновая компания «Полтавская», ООО «АгроМир», ООО «АгроФлайт».
На территории Протичкинского сельского поселения работал знаменитый на всю страну Красноармейский эфиро-масличный совхоз-завод: выращивали и перерабатывали эфиро-масличные культуры (мята, шалфей, укроп, роза, огурцы) для парфюмерной промышленности. В настоящее время на этих площадях работает сельхозпредприятие ООО «Алькема-Элитное», но оно не занимается выращиванием эфиро-масличных культур.
До 2001 года в Протичкинском сельском поселении было два населенных пункта — х. Протичка и пос. Элитный. Постановлением Правительства РФ от 21.08.2001 № 610 «О присвоения названий географическим объектам в республике Саха (Якутия), в Краснодарском и Красноярском краях, в Воронежской области, Иркутской, Калужской и Ярославской областях» жилому сектору производственных отделений № 2, № 3 х. Протичка и СТФ х. Протичка присвоены соответственно названия: пос. Заветное, пос. Казачий Ерик и пос. Приречье.
В сельском поселении на 01.07.2013 г. проживает 4038 человек, из них: х. Протичка — 2532 человека, п. Элитный — 902 человека, п. Заветное — 294 человека, п. Казачий Ерик — 251 человек, п. Приречье — 59 человек, в том числе: трудоспособное население — 2356 человек, пенсионеры — 1062 человека, дети в возрасте до 18 лет — 620 человек.
В х. Протичка (ул. Красная, 2) расположен агрохолдинг «АФГ Националь».

## Население
| 2002 | 2010  |
| ---- | ----- |
| 2280 | ↗2472 |